# Maidstone
Maidstone é uma cidade do distrito de Maidstone, no Condado de Kent, na Inglaterra. Maidstone é 51km sudeste do Londres. O rio Medway passar no meio do cidade, ligando com o Thames. 
Sua população é de 115.166 habitantes (2015) (166.360, distrito). Maidstone foi registrada no Domesday Book de 1086 como Meddestane.